# 霍斯劳一世

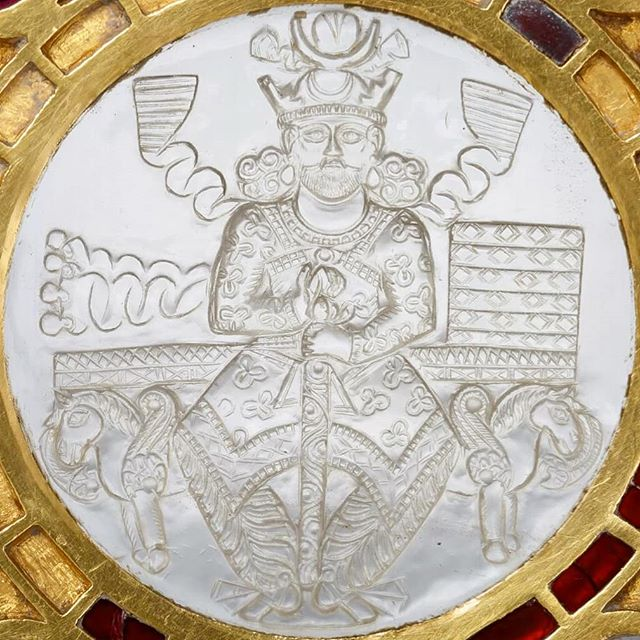
畫上霍斯劳一世的銀盤

霍斯劳一世（他的名字涵意為「偉大的聲望」，約513年前後出生～579年卒），被尊稱為阿努希爾萬（意为“不朽的灵魂”），其與沙普尔二世、喀瓦德一世並列為伊朗萨珊王朝的三位賢君，但霍斯劳一世更是其中的佼佼者，乃薩珊最伟大的君主（531年～579年在位）。在他統治的48年間，薩珊波斯達到文治武功的最高峰，軍事上他向西獲得東羅馬每年獻上的優渥和解金、向東滅掉了過去百年侵略波斯的嚈噠汗國（白匈奴）；他也被公認是薩珊四百年中最博學聰明的「哲學家皇帝」，文藝和內政都在其支持下璀璨繁榮。因此在後世的伊朗文学中，霍斯劳一世总是以正义的化身和完美的君主的形象出现，被稱為「光明正大的王」。

## 名字

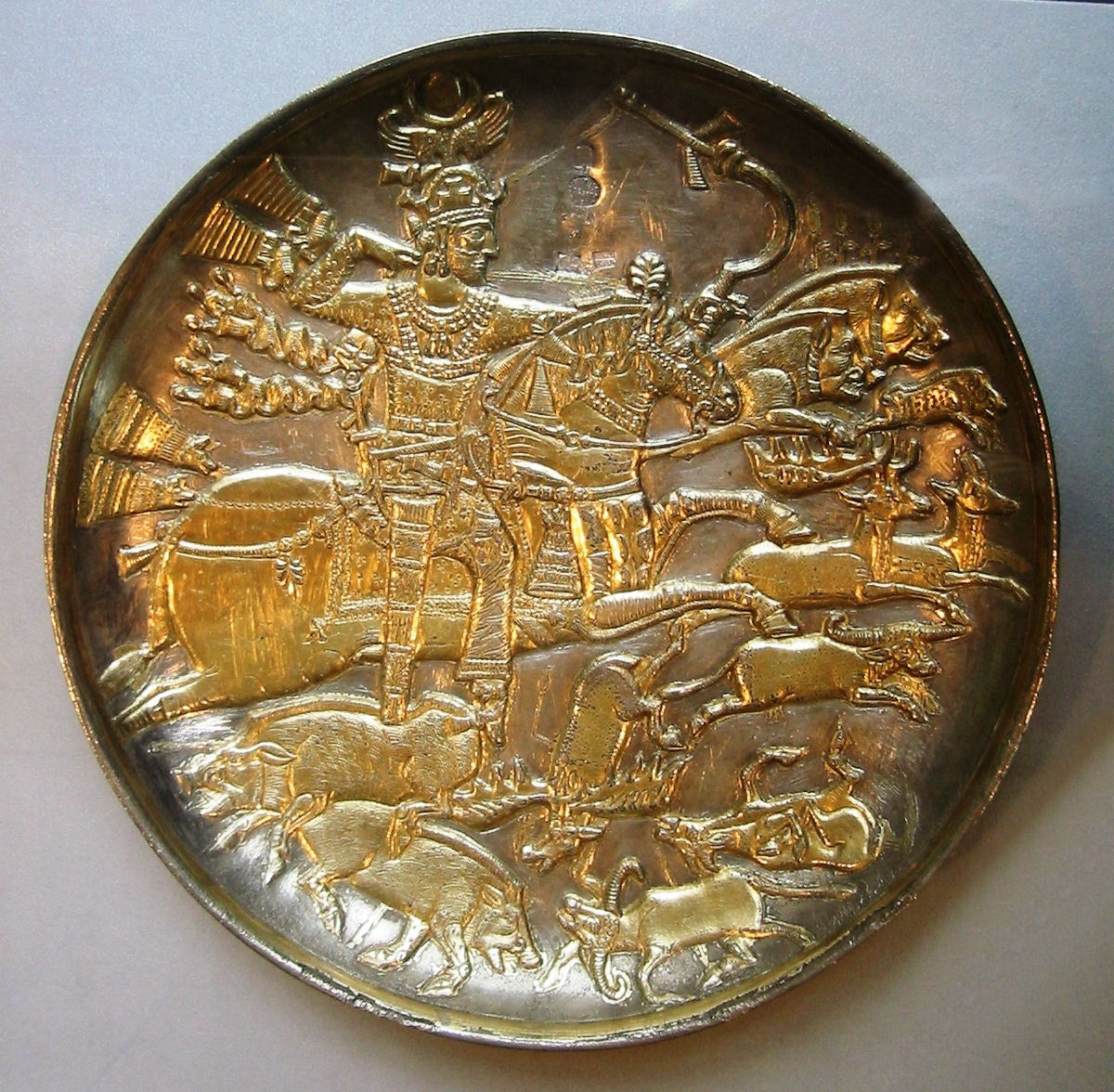
霍斯勞一世狩猎的场景

“霍斯劳”之名的意思是“伟大的声望”。传统的翻译是科斯洛埃斯（希腊语：Χοσρόες），这是拜占庭人使用的译音。中国史书里最早提到这个名字是《隋書》中的“库萨和”，但这里的“库萨和”指的是霍斯勞一世的孙子、拜占庭帝国的大敌霍斯劳二世。霍斯劳还有一种译名是库思老。
在伊朗和西亚，人们通常是以「阿努希尔万」（意为“不朽的灵魂”）来尊称霍斯劳一世。

## 早年经历

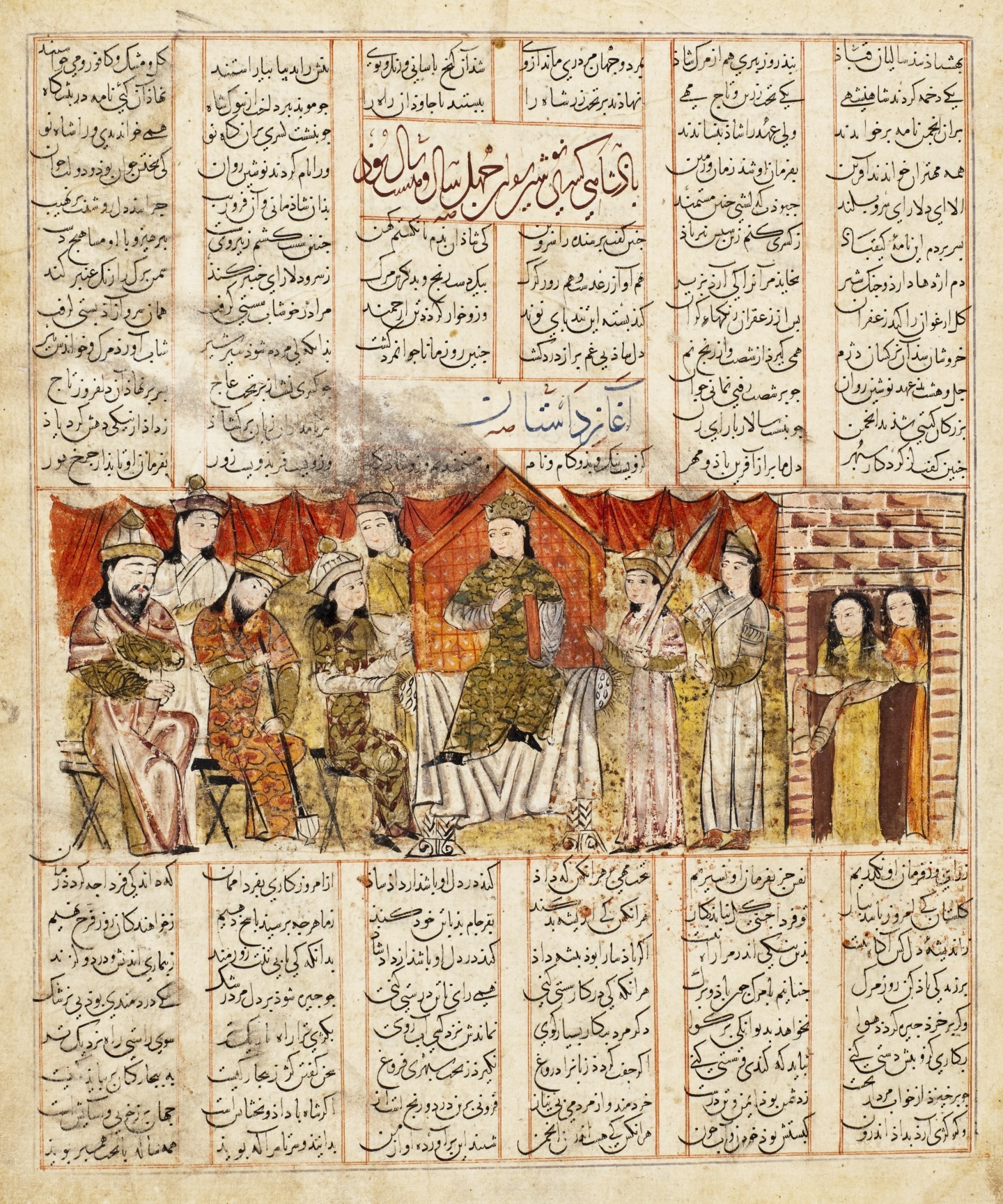
14世紀的插畫：坐於王座上的霍斯劳一世

霍斯劳一世为萨珊王朝国王喀瓦德一世之子，而他的母亲据传是一个农家女。这样，他本来是很难有机会继承王位。但霍斯勞很早就已卷入了波斯的政治斗争之中，政治基础逐渐深厚。喀瓦德一世企图利用马兹达克运动（一个具有宗教性质的、要求在全国进行改革的人民运动）来削弱琐罗亚斯德教祭司的巨大势力，结果却引火烧身。精明强干的霍斯勞于是积极参与对马兹达克教徒的镇压行动，因而获得了琐罗亚斯德教祭司集团和喀瓦德一世本人的信任。在喀瓦德一世统治末期，显然许多政事已由霍斯勞来决定。在531年喀瓦德一世去世后，霍斯勞的那些没有多少功绩的兄弟们企图阻止他对王位的要求，结果被霍斯勞一世镇压。
拜占庭史料提供了一些关于霍斯勞早期情况的报告。6世纪的拜占庭历史学家普罗科皮奥斯写道，喀瓦德一世为了与拜占庭实现和平，曾经提议将霍斯勞过继给拜占庭皇帝查士丁尼一世。但是后来双方谈判破裂，于是在527年重新开战，战争一直到霍斯勞在位初期（532年）才结束。

## 政治活动

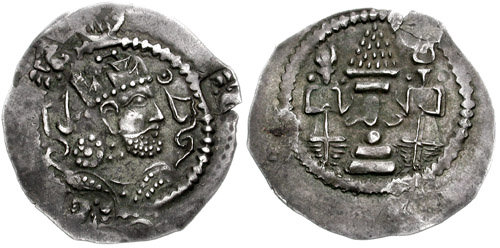
土耳其斯坦出土的銀幣，上面鑄有霍斯劳一世的頭像

尽管霍斯勞一世是主持镇压马兹达克运动的最主要人物，他在即位后却停止了一切针对马兹达克教徒的迫害。这引起了保守的琐罗亚斯德教祭司的不满。而且，在马兹达克运动时期产生的某些社会变革，到霍斯勞一世时代实际上已被确认为合法制度。例如，出身低微的人也可以担任公职；这就为国王形成了一个没有任何社会基础的、完全忠于国王的亲信集团。可以认为，马兹达克运动影响了霍斯勞一世的许多政策。苏联学者认为，在喀瓦德一世之前的伊朗社会是属于“半奴隶制”；从喀瓦德一世开始进行许多改革，而到霍斯勞一世完成改革，从而使伊朗实现封建化。
据现在所知，霍斯勞一世的改革措施包括：引入合理的税收系统，征税额度基于对土地资产情况的调查（实际是固定田赋人头税），这就增加了国库收入并在一定程度上缓和了农民受地方政府严酷盘剥的困境；限制地方统治者的权力，使国王以下的最高行政权在四个互相制约的军区总督之间分配；建立领取国家薪饷的常备军，并进行严格训练，实战结果证明这支军队比拜占庭人的军队更善于打仗。在巴比伦地区，霍斯勞一世对原有的灌溉设施进行维修，并新建了一批灌溉渠。

### 哲學王

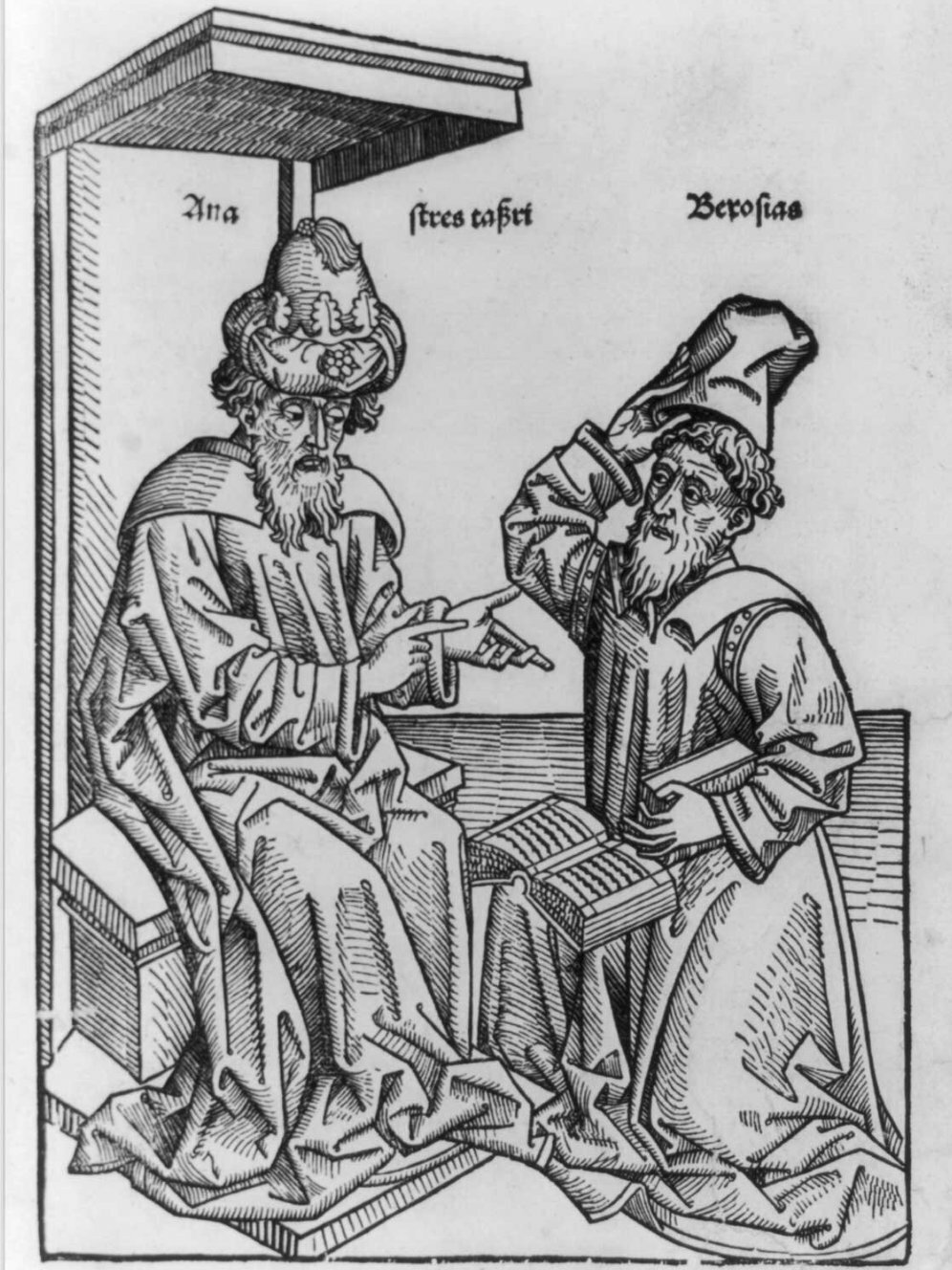
霍斯勞和波斯名醫兼翻譯家波茲亞討論知識

霍斯勞一世热爱文化，在他统治期间，伊朗文化繁荣，波斯西南的岡底沙普爾學院成為知識文明的大集中區和圖書館，專長研究醫學、天文學、占星術和哲學的輝煌成就。霍斯勞本人对文学和哲学就很感兴趣，他的博學與知識也廣受人民稱道，不少東羅馬人也承認他是賢明的哲學家皇帝。在他的支持下，从印度引进了大批宝贵的书籍。著名的《卡里莱和迪木乃》（即古印度的故事集《五卷书》）就是在这一时期所引入的书籍，由霍斯勞敬重的翻譯家、大學者波茲亞翻成中古波斯語。由于大批印度著作被从梵语翻译成巴列维语（中古波斯语），在阿拉伯人征服伊朗之后又传入阿拉伯并最终进入西方，霍斯勞一世统治时期的伊朗在人类历史上起了传播文化的作用。
国际象棋的前身波斯象棋可能也是在霍斯勞一世在位时从印度传入伊朗的。

## 宗教宽容政策

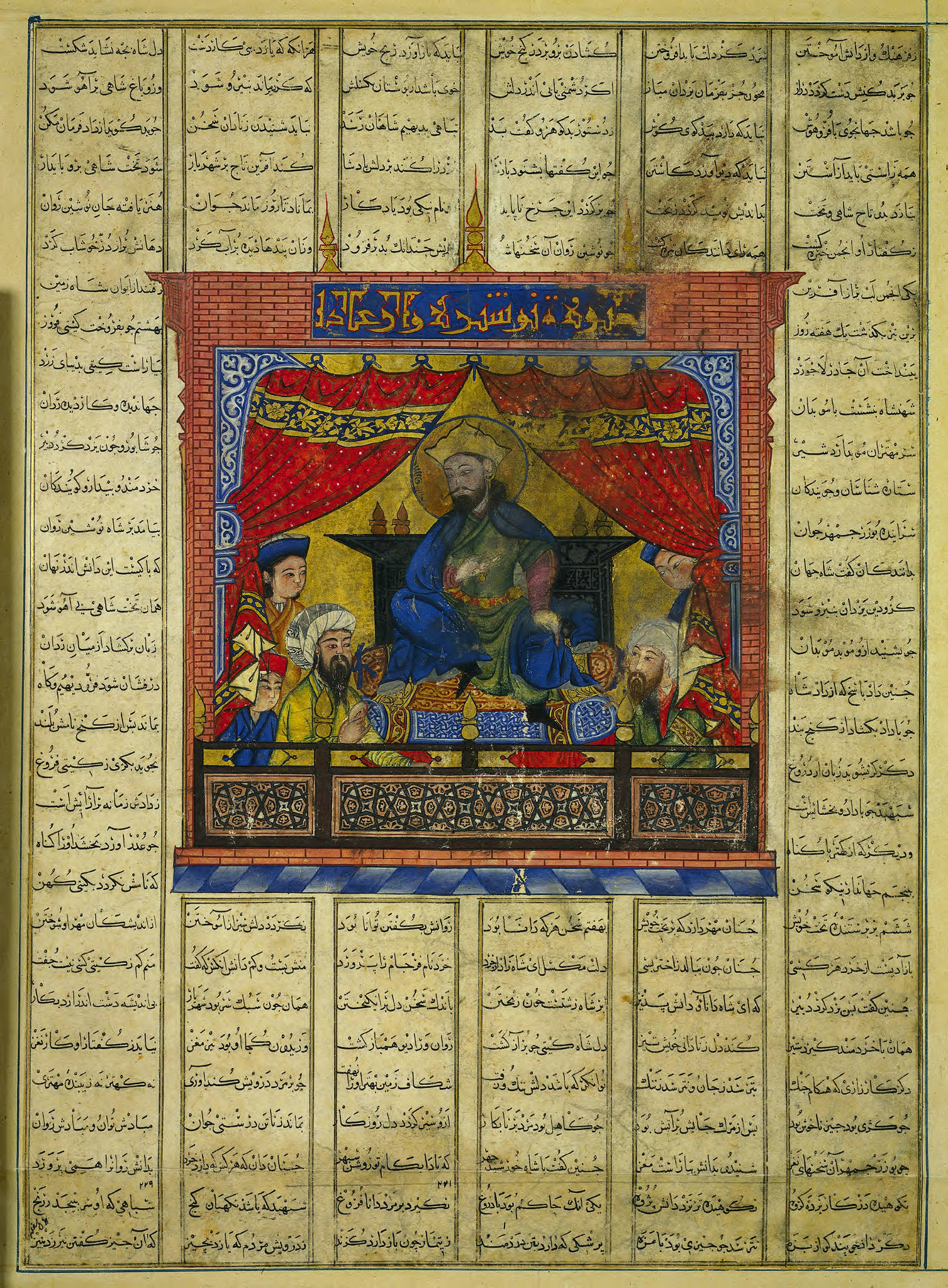
霍斯勞替他的宰相智者波茲邁舉辦宮廷宴會

尽管霍斯勞一世是个虔诚的正统派琐罗亚斯德教教徒，并曾下令将琐罗亚斯德教的圣典阿维斯陀编成法典，但他并不打击在萨珊帝国境内流传的其他信仰。他对基督教持宽容态度，虽然基督教是萨珊王朝的敌人拜占庭的国教。约550年霍斯勞一世的一个儿子在基督教徒的支持下发动叛乱，霍斯勞一世在将其平定后，无论是这个谋乱的儿子还是他的基督教支持者都受到了宽大。 
在拜占庭皇帝查士丁尼一世强令关闭古典文化（在基督教会眼中则是异教文化）的最后营垒雅典学院之后，有7个新柏拉图主义的学者在531年来到波斯寻求庇护。不过霍斯勞一世对新柏拉图主义的思想并不感兴趣，他在与查士丁尼一世的条约中承诺让这些学者平安回国，而查士丁尼似乎也同意不再迫害他们。

## 对外关系

### 拜占庭—薩珊戰爭 (572年—591年)

從4世紀到591年的罗马-波斯边界地图

霍斯勞一世在即位后不久就结束了从他父亲时代开始的与拜占庭的徒劳无益的战争。拜占庭皇帝查士丁尼一世也迫切希望和平，因为他需要把兵力从东方抽调回来以支持他收复北非和意大利的计划（两地都是被蛮族控制的原罗马帝国领土）。双方在532年签订了一份“永久和平”条约，于是拜占庭军队撤离亚洲，波斯军队也停止进攻拜占庭的亚洲领地。实际和平并未持久。据普罗科皮奥斯所言，查士丁尼一世在非洲和欧洲的快速进展（征服北非的汪达尔人和西西里的东哥特人）令霍斯勞一世大为担忧。为了遏制查士丁尼的扩张，他在540年再次挑起与拜占庭的战争。

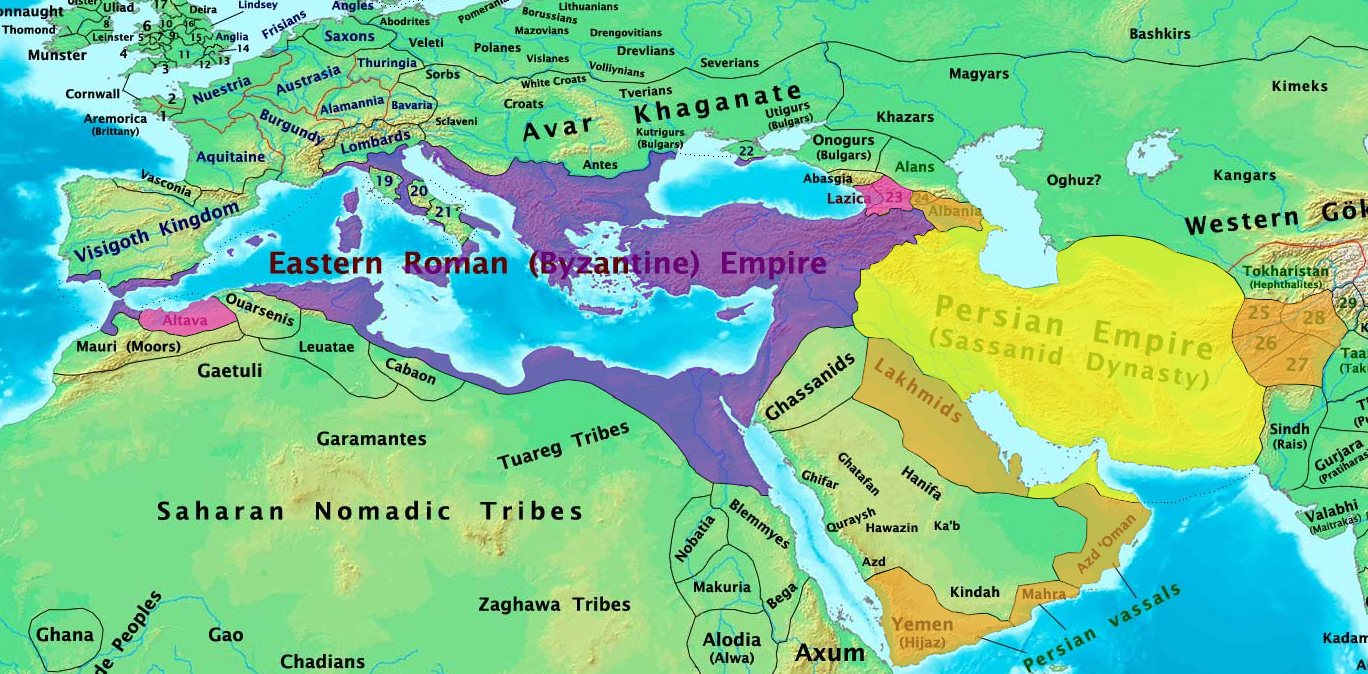
黑海東南角的科尔客斯（粉紅色），是波斯-羅馬在科爾客斯戰役（541-562年）爭奪的戰區；其他由霍斯勞打下的附庸邦國為深橘色

在战争开始后，霍斯勞一世迅速侵入叙利亚，并把古城安条克的居民强制迁徙。他在泰西封附近为这些移民建立了一座新城市“霍斯勞-安条克”。接着他又發起21年的科爾客斯戰役（541-562年），並在科尔客斯、黑海和美索不达米亚都打了胜仗。查士丁尼一世派遣他最优秀的将领贝利撒留来亚洲与霍斯勞一世作战（541年～544年；贝利撒留在530年曾打败波斯人），但战况仍无所进展。到545年，除科尔客斯外其他地区的战斗事实上都已停止。560年霍斯勞一世由于不得不关注东方新崛起的突厥人的力量，决定与拜占庭停战。到562年，一份50年和平条约得以签订（實際只維持了十年和平，572年兩國又爆發20年的戰爭）。根据此条约，拜占庭保住了科尔客斯地区，但必须每年向波斯交年貢；同时，霍斯勞一世保证善待萨珊帝国境内的基督教徒。

黑海東南的萊席卡地區（又叫科尔客斯），是科爾客斯戰役的爭奪區，戰役在562年雖由霍斯勞獲勝並獲得巨額年貢，但拜占庭維持了對當地的控制權

572年为了争夺对亚美尼亚的控制权，萨珊王朝与拜占庭再次爆发战争。霍斯勞一世攻陷了拜占庭人在幼发拉底河上的要塞，侵入叙利亚和卡帕多细亚，最后大掠而归。但是在575年的一次战役中他被拜占庭打败，遂与拜占庭皇帝提比略二世展开和谈。但是霍斯勞一世在谈判尚无结果之时便于579年去世了，他的儿子荷姆茲四世继承了王位。

### 東滅白匈奴
在霍斯勞一世统治时期，中亚的局势发生了巨大变化。萨珊王朝多年的强敌白匈奴遭到突厥人的攻击。大约在560年，霍斯勞一世与突厥结盟，双方夹击彻底消灭了白匈奴人的势力。567年霍斯勞进军大夏，但他小心地把乌浒水以北的地区让给突厥人统治。中亚的一些小部落都被霍斯勞征服了。

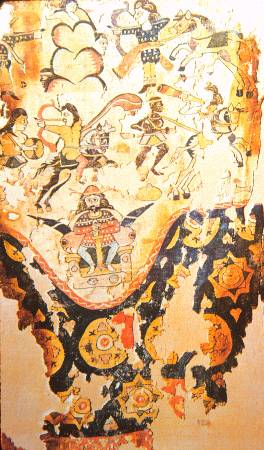
霍斯勞一世在葉門與衣索比亞的阿克苏姆王国作戰圖，波斯軍在530和570年代兩次驅逐了佔領葉門的衣索比亞軍

### 南敗衣索比亞

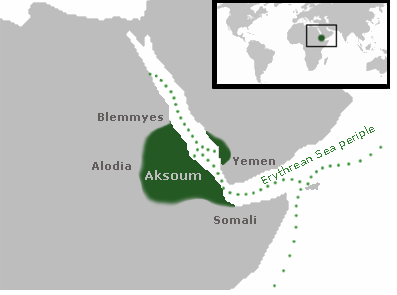
阿克苏姆王国在阿拉伯半島西南的葉門勢力

约570年出现了一种新事态：也门的地方王公们请求霍斯勞一世帮助他们摆脱埃塞俄比亚阿克苏姆王国的统治。霍斯勞派了一支不大的军队前往也门驱逐了埃塞俄比亚人。从那时起直到伊斯兰教征服征服之前，也门实际上成了萨珊王朝的属国。
在伊朗民族的传说中，以及在近东穆斯林国家中世纪的史学中，霍斯勞一世被广泛认为是最理想的帝王的典范、千古一帝。

## 资料来源
- 本条目包含来自公有领域出版物的文本: Chisholm, Hugh (编).  (第11版). London: Cambridge University Press. 1911.
- 苏联历史百科全书·人物卷，1961~1973
- Abd al-Husayn Zarrin’kub: Ruzgaran : tarikh-i Iran az aghz ta saqut saltnat Pahlvi Sukhan, 1999. ISBN 964-6961-11-8
- Henning Börm: Der Perserkönig im Imperium Romanum. Chosroes I. und der sasanidische Einfall in das Oströmische Reich 540 n. Chr. In: Chiron 36 (2006), p. 299-328.
- John Martindale: The Prosopography of the Later Roman Empire IIIa. Cambridge 1992, p. 303–306.
- Zeev Rubin: The Reforms of Khusro Anurshiwan. In: Averil Cameron (ed.): The Byzantine and early Islamic Near East. Bd. 3, Princeton 1995, p. 227–298.
- Klaus Schippmann: Grundzüge der Geschichte des sasanidischen Reiches. Darmstadt 1990.